# Antonio Samoré
Antonio Samoré (Bardi, 4 de diciembre de 1905 - Roma, 3 de febrero de 1983), cardenal de la Iglesia católica desde 1967, representante papal en la mediación del Conflicto del Beagle sobre la pertenencia de las islas y territorios marinos al sur del Canal Beagle entre Chile y Argentina en 1978, que concluyó en el Tratado de paz y amistad de 1984.

## Niñez y juventud
Antonio Samorè (o Samoré) nació en Bardi, Provincia de Parma, diócesis de Piacenza, Italia. Cursó su educación religiosa en el seminario de Piacenza y en el Ateneo Pontificio de Letrán, en Roma.

## Vida religiosa
Fue ordenado sacerdote el 10 de junio de 1928 en Piacenza y desarrolló su trabajo pastoral en la misma diócesis hasta 1932. Ejerció como agregado y secretario de la nunciatura en Lituania entre 1932 y 1936, y como secretario de la nunciatura en Suiza en 1938. 
Samorè fue miembro del personal de la Secretaría de Estado de la Santa Sede, entre 1938 y 1947 y consejero de la delegación apostólica en Estados Unidos entre 1947 y 1950.

### Episcopado

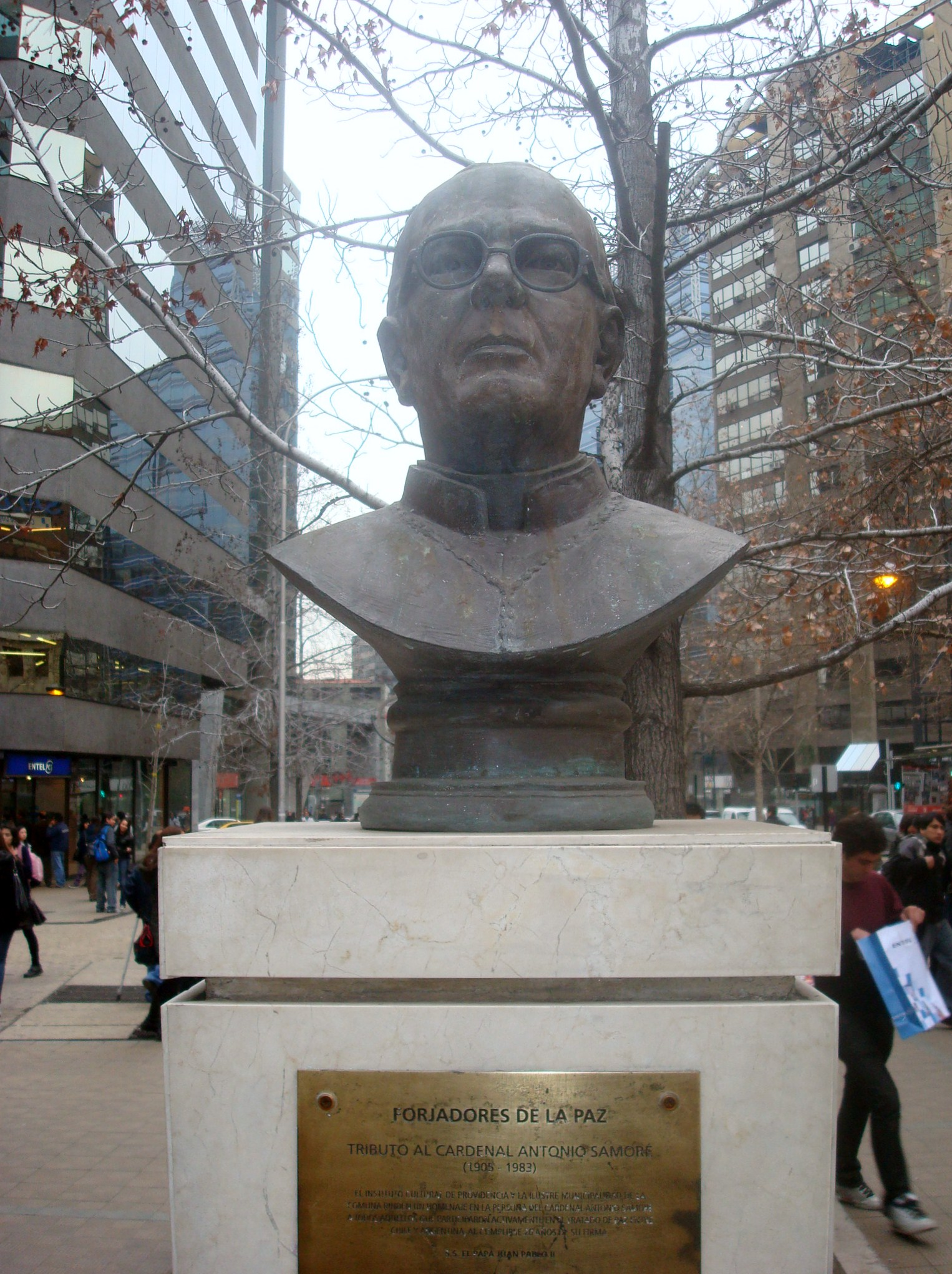
Busto del cardenal Samoré en Providencia, Santiago de Chile, obra de Joaquín Mirauda.

Fue elegido arzobispo titular de Tirnovo y designado nuncio apostólico en Colombia, el 30 de enero de 1950, siendo consagrado el 16 de abril del mismo año en Roma, por el cardenal Clemente Micara, obispo de Velletri y vicario general de Roma.
Desempeñó el cargo de secretario de la Congregación de Asuntos Eclesiásticos Extraordinarios desde el 7 de febrero de 1953. El 17 de mayo de 1959, el papa Juan XXIII lo nombró miembro de la comisión preparatoria del Concilio Vaticano II donde también participó entre 1962 y 1965.

### Cardenal
Samoré fue creado cardenal presbítero el 26 de junio de 1967, recibiendo el birrete rojo y la titularidad de la Basílica de Santa María Sopra Minerva. En 1967 fue elegido presidente de la Comisión Pontificia para América Latina. Asistió a la primera asamblea ordinaria del Sínodo Mundial de Obispos, en la Ciudad del Vaticano, entre el 29 de septiembre y el 29 de octubre de 1967.
Designado Prefecto de la Congregación para la Disciplina de Sacramentos desde el 1 de noviembre de 1968, asistió a la primera asamblea extraordinaria del Sínodo Mundial de Obispos celebrada en la Ciudad del Vaticano, en 1969 y a la segunda asamblea del mismo sínodo, en 1971. Renunció a la prefectura de la congregación, asumiendo como bibliotecario y archivero de la Iglesia Católica el 25 de enero de 1974. Fue designado obispo titular de la sede suburbicaria de Sabina y Poggio Mirteto el 12 de diciembre de 1974, con lo cual se convirtió en cardenal obispo

## Mediación del Cardenal Samoré en el conflicto entre Chile y Argentina
Fue designado representante papal especial ante Argentina y Chile para la resolución pacífica del conflicto limítrofe entre ambos, el 24 de diciembre de 1978. La mediación papal llevada a cabo por el Cardenal Samorè evitó una guerra inminente entre dos países eminentemente católicos gobernados por dictaduras militares. Su acción encaminó a Chile y Argentina hacia el Tratado de paz y amistad entre Chile y Argentina firmado en 1984 ante el secretario de Estado de la Santa Sede, Agostino Casaroli.
En vísperas de la Navidad de 1978 pronunció la recordada frase: "Veo una lucecita de esperanza al final del túnel". A partir de ese momento, las negociaciones por la paz concluyeron felizmente con la propuesta de paz y amistad presentada por el papa Juan Pablo II en diciembre de 1980, aceptada por ambas naciones.

## Últimos años de vida

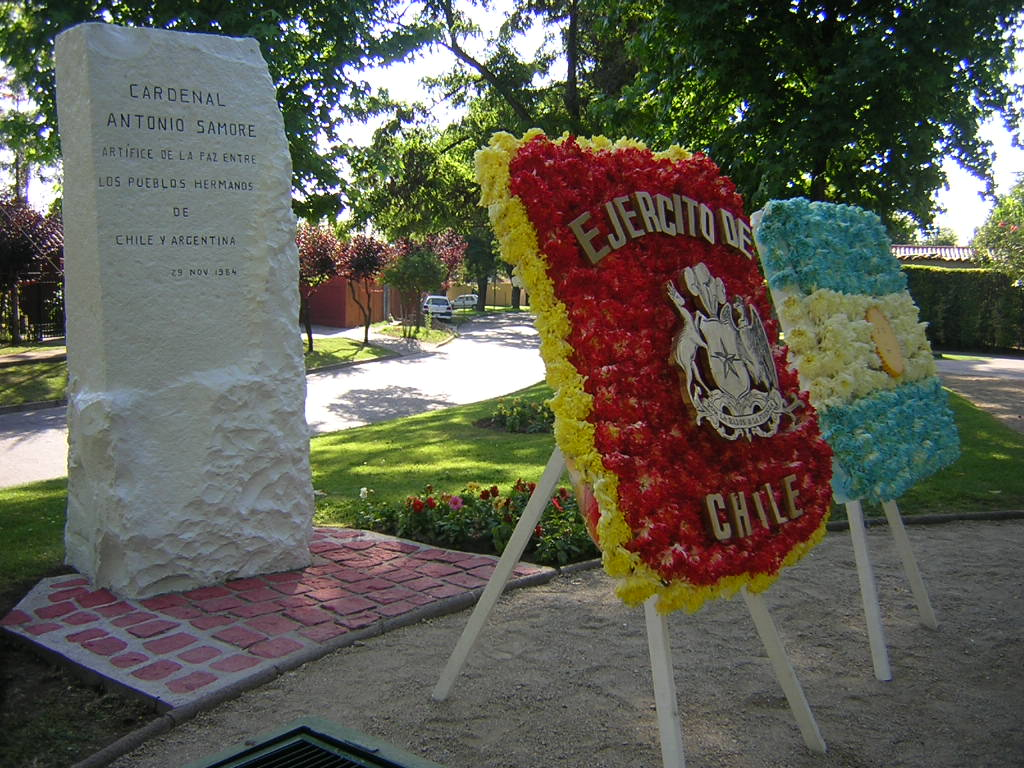
Honores rendidos frente al monumento al cardenal Antonio Samoré, en Santiago de Chile.

El Cardenal Antonio Samorè no pudo ver la concreción del tratado pues falleció antes de la firma del mismo.
Falleció de un infarto el 3 de febrero de 1983 en Roma, siendo enterrado en la iglesia del Monasterio de los Carmelitas en Vetralla, cerca de la ciudad italiana de Viterbo, junto a Domenico Tardini.
En su honor se rebautizó el segundo paso en importancia entre Chile y Argentina como Paso internacional Cardenal Samoré (ex Paso Puyehue).